# Jaderná elektrárna Borssele
Jaderná elektrárna Borssele (nizozemsky Kerncentrale Borssele) je jediná jaderná elektrárna, která se nachází ve Nizozemsku, v provincii Zeeland. Nachází se v nejjižnější části Nizozemska, u hranic s Belgií. Elektřinu v ní produkuje jeden reaktor.

## Historie a technické informace
Výstavba stanice započala v roce 1969 společností Siemens a blok elektrárny byl dokončen a spuštěn již v roce 1973. 
Disponuje jedním tlakovodním reaktorem o hrubém elektrickém výkonu 515 MW. Původní výkon byl 449 MW, ale po několikanásobné modernizaci turbíny byl jeho výkon zvýšen. 
Po odstavení jaderné elektrárny Dodewaard v provincii Gelderland v roce 1997 je to jediná nizozemská jaderná elektrárnu v provozu. Uran používaný v elektrárně pochází z Kazachstánu. V blízkosti této elektrárny je také uhelná elektrárna. Obě elektrárny vlastní společnost Elektriciteits Produktiemaatschappij Zuid-Nederland (EPZ), v překladu elektřinu produkující jihonizozemská společnost.

## Informace o reaktorech
| Reaktor  | Typ reaktoru   | Výkon  | Výkon  | Zahájení výstavby | Připojení k síti | Uvedení do provozu | Uzavření |
| Reaktor  | Typ reaktoru   | Čistý  | Hrubý  | Zahájení výstavby | Připojení k síti | Uvedení do provozu | Uzavření |
| -------- | -------------- | ------ | ------ | ----------------- | ---------------- | ------------------ | -------- |
| Borssele | KWU - 2 smyčky | 482 MW | 515 MW | 1. 7. 1969        | 4. 7. 1973       | 26. 10. 1973       |          |